# Palais Petschek

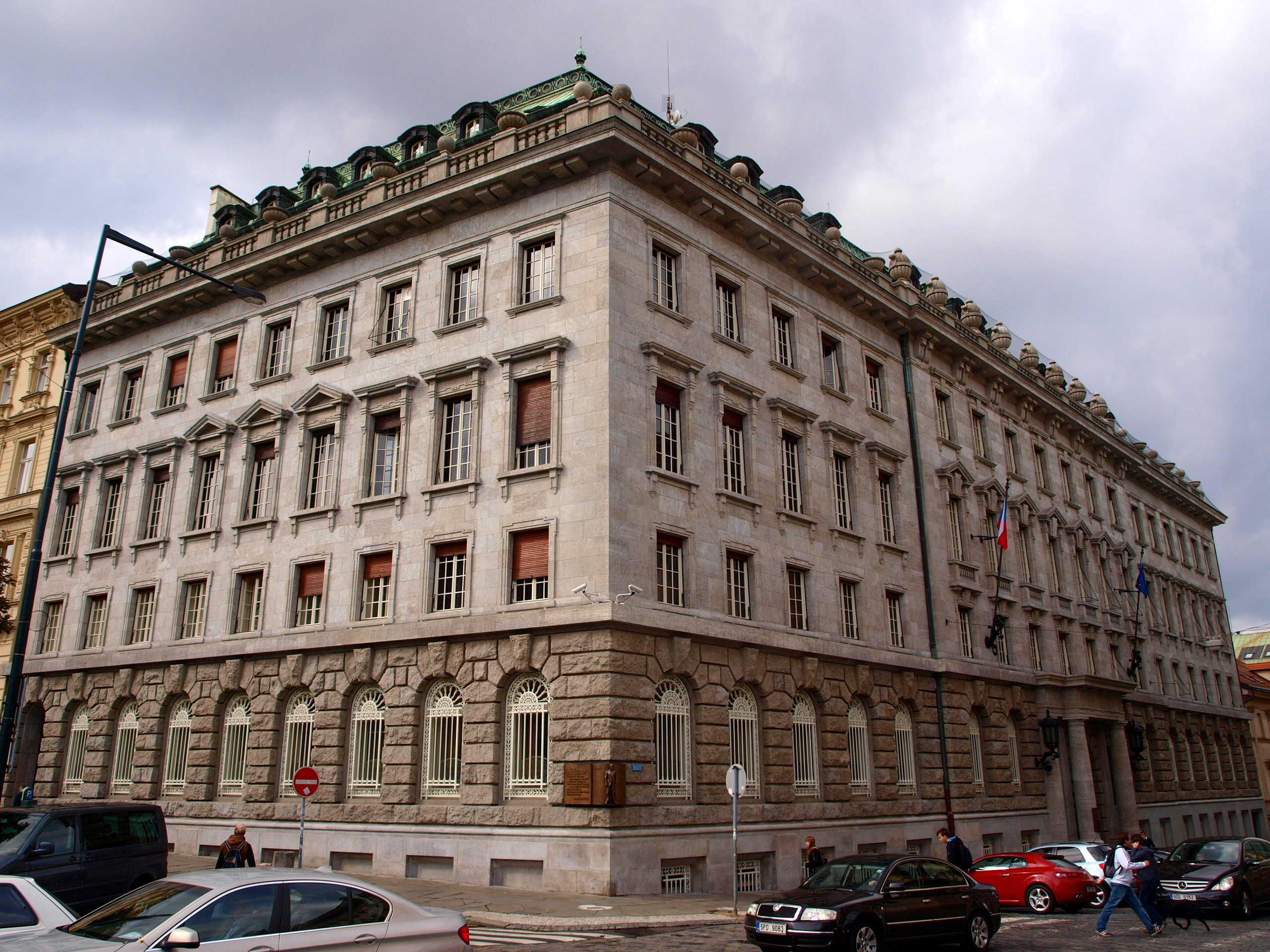
Palais Petschek (2012)

Das Palais Petschek (tschechisch Petschkův palác) ist ein neoklassizistisches Gebäude in der Prager Neustadt. Es entstand nach Entwürfen des Architekten Max Spielmann zwischen 1923 und 1925 als Bankhaus Petschek & Co. der Prager Familie Petschek. Während des Zweiten Weltkriegs diente das Gebäude als Zweigstelle der Gestapo im Protektorat Böhmen und Mähren, anschließend der tschechoslowakischen Geheimpolizei StB als Zentrale. Ab Ende 1948 wurde das Palais vom Ministerium für Außenhandel der Tschechoslowakei genutzt und 1989 in die Liste der Nationalen Kulturdenkmale Tschechiens aufgenommen. Heute beherbergt es einen Teil des tschechischen Ministeriums für Industrie und Handel.

## Bankhaus Petschek & Co.
Die Familie Petschek zählte bis zum Jahr 1918 zu den bedeutendsten Finanz- und Industriedynastien in Österreich-Ungarn. Sie waren Anteilseigner und Hauptaktionäre zahlreicher Bergwerke und Banken. Ein hohes Aktienkapital hielten die Prager Petscheks an der Österreichischen Kredit-Anstalt für Handel und Gewerbe sowie der Anglo-Österreichischen Bank, der Böhmischen Escompte-Bank und zahlreichen weiteren Kreditinstituten. Nach dem Zerfall der Donaumonarchie und der Gründung der Tschechoslowakei versuchte die neue Regierung in Prag, sämtliche Kapitalverbindungen zwischen österreichischen Banken und der tschechoslowakischen Industrie zu lösen.
Mit einem sogenannten Nostrifizierungsgesetz wurden Inhaber und Aktionäre von Unternehmen im Gebiet der Tschechoslowakei gezwungen, die tschechoslowakische Staatsbürgerschaft anzunehmen und den Hauptsitz ihrer Gesellschaften in die Tschechoslowakei zu verlegen. Da sich der größte Teil der Unternehmen und des Aktienbesitzes der Prager Petscheks auf dem Gebiet des neuen Staates befand, gründeten sie am 5. November 1920 das Bankhaus Petschek & Co. Eigner waren zu je gleichen Anteilen:
- Otto Petschek (1882–1934), erstgeborener Sohn von Isidor Petschek und Familienoberhaupt
- Paul Petschek (1886–1946), Sohn von Isidor Petschek
- Friedrich Petschek (1890–1940), Sohn von Isidor Petschek
- Hans Petschek (1895–1968), Sohn von Isidor Petschek
- Julius Petschek (1856–1932), Bruder von Isidor Petschek
- Walter Petschek (1899–1998), Sohn von Julius Petschek[7]

Nach Otto Petscheks Tod gingen seine Anteile auf seinen Sohn Viktor (1914–2008) und die Anteile von Julius Petschek nach seinem Tod auf dessen Tochter Grete (1894–1980) über. Die zuweilen anzutreffende Darstellung, dass Ignaz Petschek Inhaber oder Teilhaber der Bank war, ist nicht zutreffend, da er schon im Jahr 1913 von seinen Brüdern aus allen Unternehmungen der Familie ausgeschlossen wurde.
Der Firmensitz befand sich zunächst im Vrchlického sady Nr. 7 (Stadtpark nahe dem Prager Hauptbahnhof). Als Prokurist und Jurist der Petschek-Bank konnte bereits im Oktober 1920 Georg Popper, zuvor Direktor der Anglo-Österreichischen Bank in Prag, gewonnen werden. Während der Durchschnittsverdienst eines Arbeiters in der Ersten Tschechoslowakischen Republik bei monatlich 200 Kronen lag, bezog Popper von den Petscheks ein Jahresgehalt in Höhe von 2 Millionen Kronen.
Nur wenige Schritte vom Wenzelsplatz entfernt, entstand an der Ecke der Straßen Bredovská (heute Politických vězňů) und Washingtonova (heute Opletalova), gegenüber dem Deutschen Theater (heute Staatsoper Prag), zwischen 1923 und 1925 das Palais Petschek als Unternehmenssitz der Petschek-Bank. Das monumentale fünfgeschossige Bauwerk sollte die Stabilität der Bank, ihr Kapital und ihre Macht demonstrieren. Der Bau, bei dem zum ersten Mal in Prag Fahrzeugkräne zum Einsatz kamen, wurde bis zum Jahr 1929 verschiedentlich erweitert und kostete über 150 Millionen Kronen. Das neoklassizistische Gebäude entstand aus Stahlbeton nach den Entwürfen des Architekten Max Spielmann. Die Fassade erhielt im unteren Teil eine Granit- und im oberen eine Travertinverkleidung.
Trotz seines historisierenden Aussehens war das Palais Petschek damals hochmodern. Dazu zählten unter anderem ein Rohrpostnetz, Heizung und Vollklimaanlage in jedem Raum, eine zentrale TK-Systemanlage, Telefone in allen Büros, eine Tiefgarage, eine eigene Druckerei und Paternosteraufzüge, die noch heute in Betrieb sind. Unterkellert wurde das Gebäude mit zwei Untergeschossen. Die in beiden Kellern eingebauten Schließfächer und in meterdickem Beton eingemauerten Tresorräume mit massiven Stahltüren sind ebenfalls noch vorhanden. Von der luxuriösen Innenausstattung des Bankhauses zeugen original erhaltene Kronleuchter aus böhmischem Kristall, aufwändig verzierte Stuckdecken, Marmor, Scagliola und die Holzwandvertäfelung der Räume.
Das Bankhaus Petschek & Co. entfaltete sich zur größten Privatbank in der Ersten Tschechoslowakischen Republik. Es war die Zentrale der Prager Petscheks, wo alle Fäden ihrer mitteleuropäischen Unternehmungen zusammenliefen. Neben dem Eigenhandel und der Verwaltung des familiären Vermögens, betrieb das Bankhaus Petschek & Co. ein umfangreiches Fremdgeschäft (Investment Banking). Die Leitung oblag bis Juni 1934 Otto Petschek, danach seinem Bruder Hans. Sehr enge Verknüpfungen bestanden mit der Berliner Handels-Gesellschaft in Deutschland und mit der Creditanstalt in Österreich, wo Otto Petschek bis 1931 auch Mitglied des Aufsichtsrats war.
In der Tschechoslowakei zählten die Petscheks nicht nur wegen ihres immensen Reichtums und ihres wirtschaftlichen Einflusses zur Machtelite, sondern auch aufgrund ihrer philanthropischen Aktivitäten und kulturellen Hegemonie. Das Bankhaus Petschek & Co. war ein aktiver finanzieller Unterstützer der Prager Secession, des Deutschen Theaters, des Prager Kunstgewerbemuseums sowie verschiedener deutschsprachiger Komponisten und Schriftsteller.
Neben staatlichen Restriktionen hatte die im Jahr 1929 ausgebrochene Weltwirtschaftskrise erhebliche Auswirkungen auf die Geschäfte des Bankhauses Petschek & Co. Die Krise traf die tschechoslowakische Industrie und das Finanzwesen besonders hart. Innerhalb kurzer Zeit setzte ein dramatischer Währungsverfall der Krone ein. Die größten Einbrüche erlebte das Land im Frühjahr 1933, in anderen europäischen Ländern wurde da bereits die Talsohle durchschritten. Aufgrund der wirtschaftlichen und politischen Entwicklung in der Tschechoslowakei und Deutschland, entschied sich die Familie im Jahr 1932 ihre Unternehmen zu verkaufen.
Der Rückzug der Prager Petscheks aus Mitteleuropa wurde von Otto Petschek und nach dessen Tod von seinem Bruder Hans nach einem festen Plan geleitet. Zwischen 1934 und 1936 etablierten sie sich geschäftlich in England und zogen alle bis September 1938 in die USA. Im Frühjahr 1938 bot die Familie der Živnostenská banka den Verkauf ihres kompletten Besitzes in der Tschechoslowakei an. Das Geschäft wurde im Juli 1938 realisiert. Ab dem 9. November 1938 gehörte das Palais Petschek dem tschechoslowakischen Finanzministerium und sollte öffentlichen Zwecken dienen.

## Gestapo-Zweigstelle

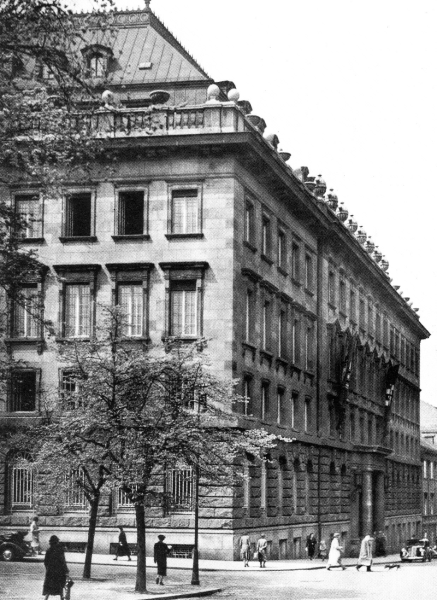
Palais Petschek (1941)

Im Palais Petschek richtete die Gestapo zwei Monate nach der Zerschlagung der Rest-Tschechei die Staatspolizeileitstelle Prag als Hauptquartier im Protektorat Böhmen und Mähren ein. Im Souterrain befanden sich elf Zellen, in denen Vernehmungen bis zum 4. Mai 1945 stattfanden. Insgesamt wurden hier etwa 36.000 Personen, im Durchschnitt jeden Tag 16 Menschen, verhört. Es handelte sich dabei um Tschechen, Deutsche, Emigranten, Widerstandskämpfer, Kommunisten, Juden oder gewöhnliche Kriminelle. Mehrere Gefangene erlagen den Folterungen, nicht wenige wurden nach den Verhören im Gefängnis Pankrác hingerichtet oder in Konzentrationslager deportiert.
Einer der bekanntesten und im heutigen Tschechien einer der umstrittensten Häftlinge war Julius Fučík. Er wurde im April 1942 vom Petschek-Palais ins Gefängnis Pankrác verlegt und nach dem Zweiten Weltkrieg zum kommunistischen Märtyrer aufgebaut. Angeblich verfasste Fučík während seiner Haft die stalinistische Propagandaschrift Reportage unter dem Strang geschrieben, was viele Tschechen sarkastisch als „Wunder von Pankrác“ bezeichnen. So erscheint es extrem unwahrscheinlich, dass ein Häftling unter den rigiden Bedingungen ein derart umfassendes Werk schreiben konnte. Zudem gab nach 1989 ein Mithäftling an, dass Fučík seine „Reportage“ als privilegierter Häftling im Auftrag der Gestapo verfasst habe.
Das Palais Petschek war ein Ort des Terrors und wurde von den Häftlingen herabwürdigend Pečkárna genannt. Die Gefangenen standen unter absoluter Kontrolle. Leibesvisitation und Zellendurchsuchungen fanden permanent statt. Pausenlos waren sie brutalen Schikanen und Quälereien ausgesetzt. Manche wählten den Freitod, aus Angst vor Folter oder der Gefahr, Verbündete zu verraten. Andere sahen keinen Ausweg und ließen sich, um ihr Leben zu retten, als V-Person anwerben. Viele kollaborierten aber auch vollkommen freiwillig und erhielten im Palais Petschek hergestellte falsche Dokumente und ihren Fähigkeiten entsprechende Legenden.
An die traurige Vergangenheit erinnert der nach 1945 geänderte Straßenname Politických vězňů (deutsch: Straße der Politischen Häftlinge), vormals Bredovská (deutsch: Bredauer Gasse), und eine Gedenktafel an der Ecke des Gebäudes. In einem Teil des Kellers befindet sich heute eine Ausstellung mit rekonstruierter Verhörzelle als kleines Museum. Der Besuch ist nur nach Voranmeldung möglich. Betrieben wird die Gedenkstätte von einer in Tschechien umstrittenen kommunistischen Veteranenorganisation.

## StB-Zentrale
Sofort nachdem die Gestapo Prag verlassen hatte, zog die tschechoslowakische Geheimpolizei StB in das Palais Petschek, zunächst noch unter der Bezeichnung Zemského odboru bezpečnosti (deutsch: Landes-Sektion der Staats-Sicherheit). Von Anfang an war die StB eine kommunistische Einheit, die verbrecherische Handlungen zugunsten der Kommunistischen Partei der Tschechoslowakei durchführte, beispielsweise prozesslose Hinrichtungen von angeblichen oder tatsächlichen Kollaborateuren, Überwachung und das Abhören führender Mitglieder anderer Parteien oder die Schaffung falscher Beweise, um Gegner der Kommunistischen Partei zu verunglimpfen oder zu zerstören.
Vorstand der Sektion Politischer Nachrichtendienst war zunächst Štěpán Plaček, der im Petschek-Palais brutalste Verhörmethoden anwandte und zahlreiche Liquidationen anordnete. Ab dem 1. Januar 1948 war das Gebäude offiziell die Zentrale des Nachrichtendienstes des Ministeriums des Inneren. Zum Einsatz kamen die gleichen Methoden wie bei der Gestapo: Folter, Drohungen, Essen- und Schlafentzug, Drogen, die vor allem bei der Vorbereitung von Gerichtsverfahren gegen politische Gegner des Kommunismus oder gegen unzuverlässige Bürger eingesetzt wurden. Fälle von Tod oder lebenslanger Verstümmelung der Verhörten wurden toleriert oder sogar als direkt wünschenswert angesehen.
Dieser Teil der Geschichte des Gebäudes wird von kommunistischen Veteranen in Tschechien bis heute nicht erwähnt. Dabei hieß das Haus in der Bevölkerung erst nach 1945 nur noch Pečkárna: Die Petscheks wurden zu Staatsfeinden erklärt und die Bezeichnung Palais war für viele Jahre unerwünscht. Unter anderem begingen Mitglieder der von London nach Prag zurückgekehrten Tschechoslowakischen Exilregierung, wie František Novotný und Václav Knotek, nach ihrer Verhaftung im Sommer 1948 in der Pečkárna Selbstmord. Weitere berüchtigte kommunistische Terrororte, die der StB-Zentrale im Palais Petschek unterstanden, waren das sogenannte Hradeček-Haus in der Nähe des Hradschin oder die tief verborgenen Keller im Břevnov-Kloster.
Gegen Ende 1948 trat Bedřich Pokorný an die Spitze des politischen Geheimdienstes und übernahm persönlich die Leitung sämtlicher Gefängnisse. Wenige Jahre später stellte sich heraus, dass Pokorný für die Gestapo gearbeitet sowie ab Mai 1945 ehemalige tschechische Gestapo-Mitarbeiter eingestellt und deren Methoden bei der StB eingeführt hatte. Er wurde dann selbst schwer gefoltert und in einem Geheimprozess zu 16 Jahren Haft verurteilt, allerdings nach fünf Jahren rehabilitiert und als Bezieher einer Schwerbeschädigtenrente wieder als Chef einer Geheimdienstbrigade eingesetzt.
Der Hauptsitz der StB wurde gegen Ende 1948 in ein Gebäude der Prager Bartolomějská-Straße verlegt und die Pečkárna vom Ministerium für Außenhandel der Tschechoslowakei als Amtssitz übernommen. Erst nach dem Prager Frühling fand das Palais Petschek in Reiseführern wieder Erwähnung. Eine Veröffentlichung von Details über die tschechoslowakischen Folterzentren erfolgte allerdings erst durch das im Jahr 2007 gegründete Institut für das Studium totalitärer Regime. Die Akzeptanz einer Aufarbeitung ist jedoch bis heute in Tschechien gering, was der Politikwissenschaftler Lukáš Novotný als „allgegenwärtigen Schatten des Kommunismus im tschechischen Parteiensystem“ bezeichnet.

## Gegenwart
Im Jahr 1989 wurde das Palais Petschek in die Liste der Nationalen Kulturdenkmale Tschechiens aufgenommen und beherbergt heute einen Teil des tschechischen Ministeriums für Industrie und Handel.

## Trivia
- Das Palais Petschek diente für den Kinofilm Die Bourne Identität (2002) als Drehort der fiktiven „Swiss Bank“ in Zürich.[41]
- Im Juli 2018 fanden umfangreiche Dreharbeiten für die Anti-Hass-Satire Jojo Rabbit (2019) vor und in dem Gebäude statt.[42]